# 幽霊への恐怖
幽霊への恐怖（ゆうれいへのきょうふ）とは、幽霊に恐怖することである。大人から子供までよく見られるが、幽霊関連の恐怖に対して、発汗や吐き気、動悸などのパニック発作が出て病的に恐怖する場合は、恐怖症とされ、幽霊恐怖症（英語：phasmophobia）という。

## 概要
幽霊や妖怪は人々の恐れや不安、超常現象等に生きている人間が形を与えたものである。こういった例は、日本をはじめ、アマゾンの先住民族Wariʼ、パプアニューギニア、アメリカなど古今東西記録されている。
幽霊が現れる原因として、「この世への未練（復讐・怨念・親族への心配など）」が考えられた。とくに現世の人間へ恨みを持ち、祟りをもたらす霊を怨霊と呼び、それらは現実に起きた厄災と関連付けられ恐れられた。
また、自らの死の前兆とも考えられ、自分と同じ姿をした霊、ドッペルゲンガーが死に対する恐怖と共に恐れられた。

## 幽霊と関連する恐怖
幽霊への恐怖は、元は別の恐怖、理解できないもの、暗闇や死など、本能的な恐怖とも関連している。
幽霊に足が無いように、頭が無い妖精デュラハンなど欠損があるもの、ゾンビのように明らかに死んでいる死体が動いている非常識な状況にも恐怖が生まれる。
- 死恐怖症
- 死体恐怖症
- 血液恐怖症（Hemophobia）
- 血液・注射・負傷型恐怖症（英語版）（Blood-injection-injury type phobia）
- 暗闇への恐怖・暗所恐怖症 - 暗闇の中に存在するものとして関連付けられる。

## 文化
幽霊への恐怖は、肝試し・Legend tripping、怪談やホラーゲーム、お化け屋敷として活用されている。
文学
- 幽霊の正体見たり枯れ尾花 -　日本の慣用句。怖い怖いと思っていると、無害なものも怖いものに見えるという例え

建物
- ウィンチェスター・ミステリー・ハウス - 多くの命を奪った銃器を作った恨みを買っていると霊媒師に言われ、その対策として提案され建設された家